# Jan Fiechter
Gerrit Jan Fiechter (11 maart 1942 – Hattem, 31 augustus 2022) was een Nederlands voormalig voetballer die als aanvaller uitkwam voor AGOVV en PEC.

## Carrièrestatistieken
| Seizoen         | Club            | Land            | Competitie       | Competitie | Competitie | Beker | Beker | Internationaal | Internationaal | Overig | Overig | Totaal | Totaal |
| Seizoen         | Club            | Land            | Competitie       | Wed.       | Dlp.       | Wed.  | Dlp.  | Wed.           | Dlp.           | Wed.   | Dlp.   | Wed.   | Dlp.   |
| --------------- | --------------- | --------------- | ---------------- | ---------- | ---------- | ----- | ----- | -------------- | -------------- | ------ | ------ | ------ | ------ |
| 1961/62         | AGOVV           | Nederland       | Eerste divisie A | –          | –          | –     | 0     | –              | –              | 0      | 0      | –      | –      |
| 1962/63         | AGOVV           | Nederland       | Tweede divisie B | –          | 0          | –     | 0     | –              | –              | 0      | 0      | –      | 0      |
| 1963/64         | AGOVV           | Nederland       | Tweede divisie A | –          | 0          | –     | 0     | –              | –              | 0      | 0      | –      | 0      |
| 1964/65         | AGOVV           | Nederland       | Tweede divisie A | –          | 7          | –     | 0     | –              | –              | –      | 1      | –      | 8      |
| 1965/66         | AGOVV           | Nederland       | Tweede divisie   | –          | 5          | –     | 1     | –              | –              | 0      | 0      | –      | 6      |
| 1966/67         | AGOVV           | Nederland       | Tweede divisie   | –          | 0          | –     | 0     | –              | –              | 0      | 0      | –      | 0      |
| 1967/68         | PEC             | Nederland       | Tweede divisie   | –          | 1          | –     | 0     | –              | –              | 0      | 0      | –      | 1      |
| 1968/69         | PEC             | Nederland       | Tweede divisie   | 31         | 4          | 1     | 0     | –              | –              | 0      | 0      | 32     | 4      |
| 1969/70         | AGOVV           | Nederland       | Tweede divisie   | 28         | 2          | 2     | 2     | –              | –              | 0      | 0      | 30     | 4      |
| Carrière totaal | Carrière totaal | Carrière totaal | Carrière totaal  | –          | –          | –     | 3     | –              | –              | –      | 1      | –      | 18     |